# Mira Jalosuo
Mira Jalosuo (3. februar 1989 i Lieksa, Finland) er en finsk ishockeyspiller som spiller i forsvarsposition. Hun repræsenterede hjemlandet i OL i Sotji, hvor holdet blev nummer 5.